# Philippe Djian
Philippe Djian (Parigi, 3 giugno 1949) è uno scrittore francese.

## Biografia
Diplomato alla Scuola Superiore di Giornalismo di Parigi, si impone negli anni '80 come scrittore francese non conformista. Considerato l'erede francese della Beat Generation il suo 37°2 al mattino lo ha reso celebre nel mondo e nel 1986 ne è stato tratto il film 37°2 le matin, diretto dal regista Jean-Jacques Beineix e interpretato da Béatrice Dalle. 
Autore prolifico, ha ricevuto numerosi riconoscimenti letterari tra cui il premio Jean Freustié nel 2009.
Dal romanzo Imperdonabili pubblicato nel 2009 è stato tratto il film Gli imperdonabili del regista André Téchiné con Carole Bouquet e André Dussollier, mentre dal romanzo "Oh..." del 2012 è stato tratto il film Elle di Paul Verhoeven con Isabelle Huppert.

## Opere

### Romanzi
- 37°2 al mattino (37°2 le matin, Bernard Barrault, 1985), (Voland, 2010, ISBN 9788862430623)
- Assassini (Assassins, Gallimard, 1994), (Voland, 2012)
- Criminali (Criminels, Gallimard, 1997) (Voland, 2014, ISBN 9788862431606)
- Sainte Bob, Gallimard, 1998
- Imperdonabili (Impardonnables, Gallimard, 2009), (Voland, 2009, ISBN 9788862430425) (Prix Jean Freustié 2009)
- Incidenze (Incidences, Gallimard, 2010), (Voland, 2011, ISBN 9788862430746)
- Vendette (Vengeances, Gallimard, 2011), (Voland, 2011, ISBN 9788862431019)
- "Oh..." ("Oh...", Gallimard, 2012) (Voland, 2013, ISBN 9788862431392) (Prix Interallié)